# Amazing (cântec de Inna)
„Amazing” este cel de-al patrulea single extras de pe albumul de debut al cântăreței Inna, intitulat Hot. Piesa a fost promovată în Europa prin intermediul caselor de înregistrări Roton și Ultra Records
Videoclipul pentru „Amazing” a fost filmat la începutul lunii august 2009. Videoclipul începe cu o fotografie aeriană a plajei cu nisip Praia da Ursa, cu vedere la Oceanul Atlantic, în Sintra, Portugalia. Apoi însăși Inna apare în prim plan, cu o placă de surf și îmbrăcată într-un costum de baie dintr-o singură piesă. Partea vocală a cântecului preia acțiunea. Intriga principală este împletită, printre altele, cu un salvamar care se uită afară, fotografii aeriene ale plajei, fotografii cu surferi etc. În timpul refrenului, artistul este văzut într-un costum de neopren, pregătindu-se să surfeze. Apoi o vedem pe Inna alergând în apă și încercând să facă surf. Începe o altă serie de interpretări ale subtramelor. Apoi mai multe fotografii ale cântăreței, de data aceasta într-un bikini colorat (în mare parte albastru). Un altul este văzut dansând sub duș în momentul împușcării. Întreaga situație este urmărită de patru surferi care se bucură de înghețată. Un altul se apropie de un grup de plajiști și surferi, îl salută pe bărbat și după o clipă pornește cu cei trei surferi în adâncurile mării. După o altă serie de subploturi, acțiunea trece la apă, în timp ce „surferul” cade de pe placa ei și începe să se înece. Salvamarul vine în ajutor. După un timp el iese cu Inna în brațe și vrea să încerce respirație artificială (resuscitare). Inna se ridică și se așează în brațele salvatorului. În timpul refrenului final, videoclipul revine la toate temele folosite în scenariu. Videoclipul se termină cu o fotografie a cântăreței cu o tablă în mână pe fundalul apusului soarelui.

## Lansări și clasamente
Lansarea cântecului „Amazing” a avut loc la data de 6 august 2009 pe site-urile radio21.ro Arhivat în 5 ianuarie 2017, la Wayback Machine., Bravonet.ro și Inna.ro Arhivat în 6 octombrie 2021, la Wayback Machine.. Videoclipul adiacent piesei a fost filmat lunii august în Portugalia, regizor fiind Tom Boxer.

## Controversa lansării
În vara anului 2009, lansarea cântecului „Amazing” a stârnit o controversă de proporții în momentul în care interpreta Anca Badiu îi acuza pe membrii Play & Win că i-au furat piesa și i-au dat-o Innei. Badiu, având un contract de management cu Media Pro Music, a plătit 1,500 de euro în avans grupului Play & Win pentru a-i compune o nouă piesă. La doar câteva zile după ce interpreta a primit și înregistrat cântecul „Amazing”, Inna anunța lansarea sa oficială pe disc single. Deși membrii Play & Win au vândut piesa de două ori, unor interprete diferite, ei și-au susținut nevinovăția, declarând: „Am semnat contractul cu Media Pro Music, însă la un moment dat ne-am dat seama că piesa în interpretarea Ancăi nu putea fi un hit, astfel că am ales-o pe Inna”.

## Evoluția în clasamente
| Clasament                             | Poziție de top |
| ------------------------------------- | -------------- |
| Austria (Ö3 Austria Top 40)           | 53             |
| Belgia (Ultratop 50 Flanders)         | 19             |
| Belgia (Ultratop 50 Wallonia)         | 11             |
| Bulgaria (IFPI)                       | 1              |
| Cehia (Rádio Top 100)                 | 49             |
| Europe (Eurochart Hot 100 Singles)    | 10             |
| Franța (SNEP)                         | 2              |
| Franța (SNEP) Download Chart          | 4              |
| Germania (Media Control Charts)       | 36             |
| Ungaria (Rádiós Top 40)               | 38             |
| Ungaria (Dance Top 40)                | 11             |
| Irlanda (IRMA)                        | 43             |
| Olanda (Dutch Top 40)                 | 14             |
| Polonia (Dance Top 50)                | 9              |
| Romania (Romanian Top 100)            | 1              |
| Slovacia (Rádio Top 100)              | 41             |
| Elveția (Schweizer Hitparade)         | 10             |
| UK Singles (Official Charts Company)  | 14             |
| UK Download (Official Charts Company) | 15             |
| UK Dance (Official Charts Company)    | 5              |

| Clasament (2009)                | Poziție |
| ------------------------------- | ------- |
| Romania (Romanian Top 100)      | 19      |
| Russian Airplay Chart           | 72      |
| Clasament (2010)                | Poziție |
| Belgian Singles Chart (Wallonia | 82      |
| European Hot 100 Singles        | 51      |
| French Singles Chart            | 24      |
| French Airplay Chart            | 30      |
| Romanian Top 100                | 66      |
| Russian Love Radio Chart        | 34      |

| Clasament            | Poziție |
| -------------------- | ------- |
| French Singles Chart | 166     |

### Alte clasamente
| Clasament (2009)          | Poziția maximă | Referințe |
| ------------------------- | -------------- | --------- |
| Alfa Greece               | 29             | [ 38 ]    |
| Europa Plus               | 1              | [ 38 ]    |
| Kiss Jizni Cechy          | 3              | [ 38 ]    |
| Kiss FM                   | 1              | [ 39 ]    |
| Media Forest              | 1              | [ 40 ]    |
| Nielsen Airplay Chart     | 1              | [ 40 ]    |
| Number One Fm Turkey      | 1              | [ 41 ]    |
| Radio 21                  | 1              | [ 40 ]    |
| Radio România Actualități | 1              | [ 38 ]    |
| Romanian Top 100          | 1              | [ 42 ]    |
| Vibe FM                   | 2              | [ 43 ]    |